# Кубок мира по конькобежному спорту 2016/2017 (этап 4)
Четвёртый этап Кубка мира по конькобежному спорту в сезоне 2016/2017 проходил с 9 по 11 декабря 2016 года на катке Тиалф, Херенвен, Нидерланды. По одному забегу прошли на дистанциях 500, 1000, 1500 метров, командной гонке, командном спринте, масс-старте, командном спринте, а также на 5000 метров у женщин и 10 000 метров у мужчин.

## Призёры

### Мужчины
| Дистанция        | Золото                                                              | Время    | Серебро                                                  | Время    | Бронза                                                         | Время    |
| 500 м            | Руслан Мурашов · Россия                                             | 34,50    | Артур Вас · Польша                                       | 34,79    | Митчел Уитмор · США                                            | 34,81    |
| 1000 м           | Кьелд Нёйс · Нидерланды                                             | 1:08,21  | Шани Дэвис · США                                         | 1:08,57  | Kim Jin-Su · Республика Корея                                  | 1:08,63  |
| 1500 м           | Кьелд Нёйс · Нидерланды                                             | 1:45,11  | Денис Юсков · Россия                                     | 1:45,41  | Патрик Руст · Нидерланды                                       | 1:46,42  |
| 10 000 м         | Йоррит Бергсма · Нидерланды                                         | 12:52,20 | Эрик Ян Койман · Нидерланды                              | 12:57,92 | Тед-Ян Блумен · Канада                                         | 13:00,07 |
| Командная гонка  | Норвегия · Синдре Хенриксен · Симен Нильсен · Сверре Лунде Педерсен | 3:42,43  | Нидерланды · Ян Блокхёйсен · Патрик Руст · Дауве де Врис | 3:43,04  | Италия · Андреа Джованнини · Никола Тумолеро · Микеле Малфатти | 3:43,53  |
| Командный спринт | США · Кимани Гриффин · Джонатан Гарсиа · Митчел Уитмор              | 1:19,97  | Канада · Лоран Дюбрёй · Кристофер Фиола · Венсан Де Этр  | 1:20,29  | Польша · Артур Ногаль · Пётр Михалский · Себастьян Клосинский  | 1:20,58  |
| Масс-старт       | Джой Мантиа · США                                                   | 8:05,60  | Ли Сын Хун · Республика Корея                            | 8:05,94  | Эверт Холверф · Нидерланды                                     | 8:06,40  |

### Женщины
| Дистанция        | Золото                                          | Время   | Серебро                                                        | Время   | Бронза                                                                | Время   |
| 500 м            | Нао Кодайра · Япония                            | 37,69   | Юй Цзин · Китай                                                | 37,81   | Маки Цудзи · Япония                                                   | 37,87   |
| 1000 м           | Хизер Бергсма · США                             | 1:14,60 | Маррит Ленстра · Нидерланды                                    | 1:14,73 | Бриттани Боу · США                                                    | 1:15,03 |
| 1500 м           | Ирен Вюст · Нидерланды                          | 1:55,34 | Хизер Бергсма · США                                            | 1:55,99 | Михо Такаги · Япония                                                  | 1:56,08 |
| 5000 м           | Мартина Сабликова · Чехия                       | 6:57,64 | Клаудия Пехштайн · Германия                                    | 7:00,82 | Мелисса Вейфье · Нидерланды                                           | 7:02,51 |
| Командная гонка  | Япония · Ayano Sato · Михо Такаги · Нана Такаги | 2:59,51 | Германия · Роксанне Дуфтер · Габриле Хиршбихлер · Изабелль Ост | 3:02,47 | Польша · Катажина Бахледа-Цурусь · Катажина Возняк · Наталия Червонка | 3:03,50 |
| Командный спринт | Япония · Эрина Камия · Ариса Го · Нао Кодайра   | 1:27,55 | Россия · Надежда Асеева · Ольга Фаткулина · Екатерина Шихова   | 1:28,68 | Нидерланды · Бо ван дер Верф · Анисе Дас · Саннеке де Нелинг          | 1:28,80 |
| Масс-старт       | Ким Бо Рым · Республика Корея                   | 8:31,73 | Ирен Схаутен · Нидерланды                                      | 8:31,82 | Франческа Лоллобриджида · Италия                                      | 8:31,83 |

* Победитель забегов на 10 000 метров в дивизионе Б голландец Боб де Врис установил новый рекорд катка — 12:47,53.